# Coppa Sabatini 1973
La Coppa Sabatini 1973, ventiduesima edizione della corsa, si svolse il 23 agosto 1973 su un percorso di 195 km. La vittoria fu appannaggio dell'italiano Mauro Simonetti, che completò il percorso in 4h56'00", precedendo il belga Roger De Vlaeminck e il connazionale Franco Bitossi.

## Ordine d'arrivo (Top 10)
| Pos. | Corridore          | Squadra            | Tempo    |
| ---- | ------------------ | ------------------ | -------- |
| 1    | Mauro Simonetti    | Sammontana         | 4h56'00" |
| 2    | Roger De Vlaeminck | Brooklyn           | a 1'45"  |
| 3    | Franco Bitossi     | Sammontana         | a 1'50"  |
| 4    | Fabrizio Fabbri    | Magniflex          | s.t.     |
| 5    | Enrico Paolini     | Scic               | s.t.     |
| 6    | Marino Basso       | Bianchi-Campagnolo | s.t.     |
| 7    | Giancarlo Polidori | Scic               | s.t.     |
| 8    | Michele Dancelli   | Scic               | s.t.     |
| 9    | Roberto Poggiali   | Sammontana         | s.t.     |
| 10   | Aldo Moser         | Filotex            | s.t.     |